# Кирил Вајс
Кирил Вајс (рус. Кирилл Вайс; Бишкек, 27. август 1995) киргистански је пливач чија ужа специјалност су трке прсним стилом. Вишеструки је национални првак и рекордер и учесник светских првенстава у великим и малим базенима. 

## Спортска каријера
Вајс је дебитовао на великим међународним такмичењима у Барселони 2013, на светском првенству у великим базенима, а непун месец дана касније, на светском јуниорском првенству у Дубаију испливао је сениорски рекорд Киргистана у трци на 100 прсно.
Такође је наступао и на светским првенствима у Будимпешти 2017 (45. место на 50 прсно, уз лични рекорд) и Квангџуу 2019 (37. место на  50 прсно), односно на светском првенству у малим базенима у Хангџоуу 2018. године.  